# نانسي موريتز
نانسي موريتز (بالإنجليزية: Nancy Caplinger)‏ هي قاضية ومحامية أمريكية، ولدت في 3 مارس 1960 في بلويت في الولايات المتحدة.